# Anna (film fra 2000)
|  | For alternative betydninger af ordet Anna, se Anna. |
Anna er en dansk film fra 2000, skrevet og instrueret af Erik Wedersøe efter en roman af Klaus Rifbjerg.

## Handling
Filmen Anna er et portræt af en kvinde. Men det er også en historie om to meget forskellige menneskers drøm om frihed - en drøm - en længsel, som fører dem på en hæsblæsende tur op gennem Europa forfulgt af politi, mord og kærlighed. Ambassadørfruen Anna beslutter sig for at forlade Marokko og sin stræbsomme ægtemand Tom - hun vil rejse hjem for at forberede en skilsmisse. I flyveren møder hun den unge danske narkokurer Schwer, som - under ledsagelse af en dansk politimand - er på vej hjem til en lang fængselsstraf. Et øjebliks kådhed, et indfald - får katastrofale følger for dem begge.

## Medvirkende
- Pernilla August
- Jesper Christensen
- Ann-Mari Max Hansen
- Lise-Lotte Norup
- Søren Pilmark
- Waage Sandø

## Eksterne Henvisninger
- Anna på Internet Movie Database (engelsk)
- Anna på Filmdatabasen
- Anna på danskefilm.dk
- Anna på danskfilmogtv.dk
- Anna på Scope
- Anna på MovieMeter (nederlandsk)
- Anna på The Movie Database (engelsk)